# Milford Hall
52° 47′ 17″ N, 2° 03′ 11″ O

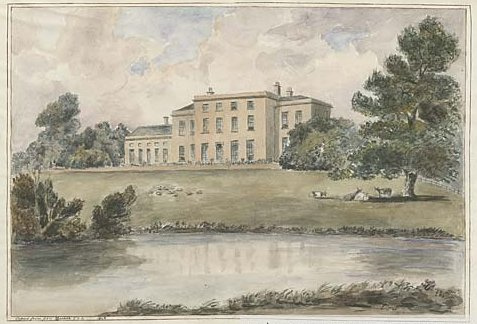
Vista de Milford Hall em 1848.

Milford Hall é um palácio rural, do século XVIII, localizado em Milford, próximo de Stafford, no Staffordshire, Inglaterra. É um listed building classificado com o Grau II. Milford Hall é a residência da família Levett Haszard e nem o palácio nem os campos estão abertos ao público.

## História

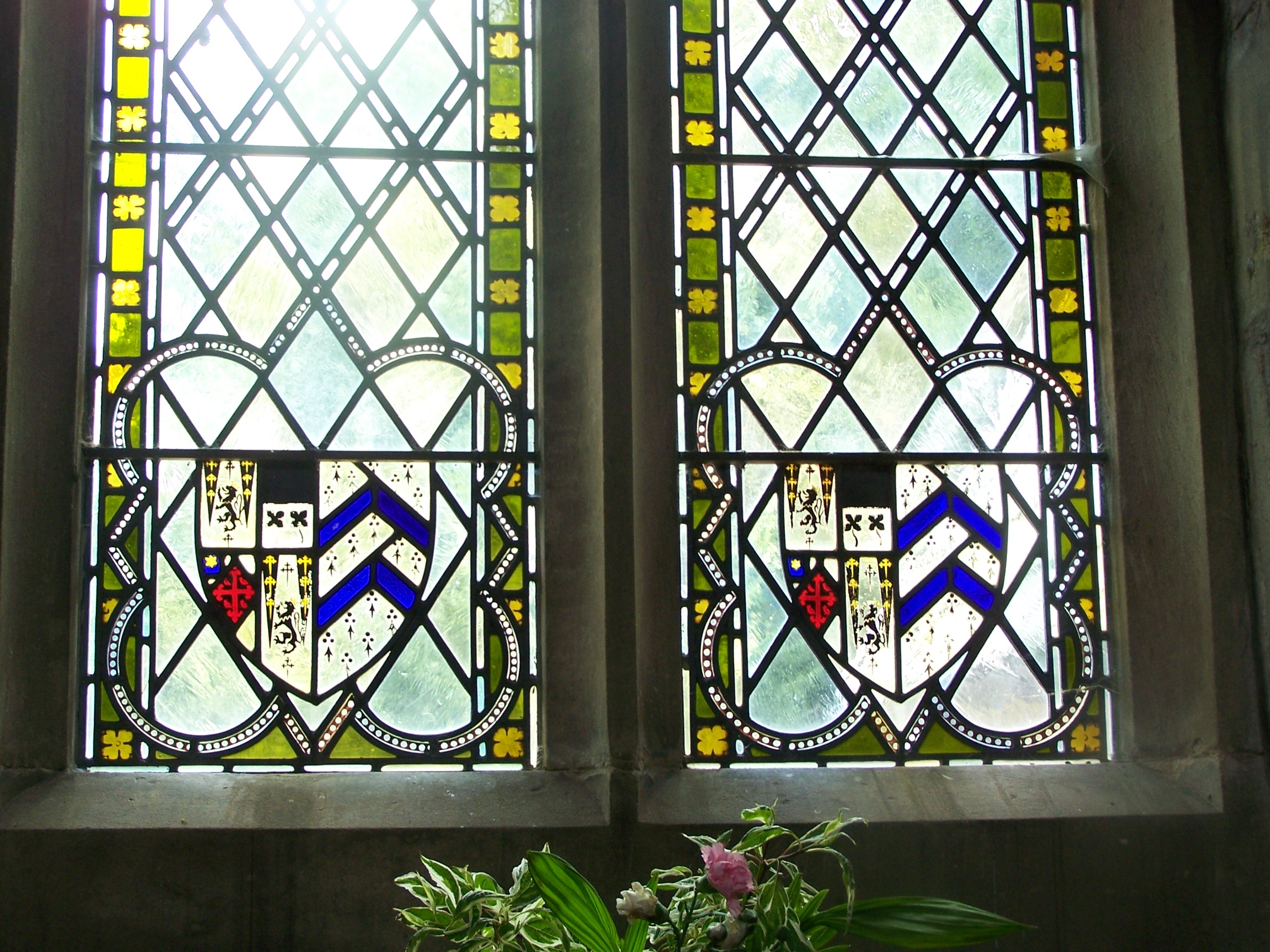
Brasão dos Levett, Igreja de St Leonard, Blithfield, Staffordshire.

A propriedade passou para a família Levett em 1749, quando o Reverendo Richard Levett, filho do Reitor de Blithfield, Staffordshire, casou com Lucy Byrd, herdeira de Milford e uma descendente da família Byrd, de Cheshire. A família Levett veio do Sussex e os Levett do Staffordshire mantêm a posse dos papéis da relação da família do Escudeiro William Levett, que era lacaio do camareiro do rei Carlos I, acompanhando o monarca no seu aprisionamento no Carisbrooke Castle, na Ilha de Wight, e, finalmente, na sua execução.
Também no Milford Hall, existe uma réplica dum antigo selo de bronze encontrado, na década de 1800, próximo de Eastbourne (agora na colecção do Museu do Lewes Castle), carregando o brasão de John Livet. Acredita-se que o sinete pertenceu a um dos primeiros membros da família que foi Senhor do Solar de Firle, no East Sussex, em 1316.
Milford Hall também contém uma antiga iluminura da árvore genealógica com as armas heráldicas da família traçadas a partir das suas raízes no Sussex e na Normandia a partir do século XI.
Esta família do Sussex produziu Sir Richard Levett, um poderoso mercador, Lord Mayor of London e proprietário do Kew Palace - que era filho do Reverendo Richard Levett (irmão de William, cortesão do rei Carlos I) de Ashwell, Rutland - e o Dr. William Levett, Principal do Magdalen Hall, Oxford, e Deão de Bristol. A família possui ascendência anglo-normanda e o seu nome deriva da aldeia de Livet (agora Jonquerets-de-Livet), na Normandia.
Os Levett substituíram a casa existente por um novo palácio em Estilo Georgiano. O bloco principal, virado a leste, tinha três pisos e quatro secções, sendo flanqueado por duas alas com dois pisos e duas secções cada e estando ligada, para sul, a uma orangerie de cinco secções. A entrada central apresentava um frontão e pilastras jónicas.
O edifício foi muito ampliado e alterado, em 1817, pelo seu filho, também de nome Richard Levett, quando as pilastras foram removidas e a entrada principal mudada para a fachada oeste.
Os census ingleses de 1881 registam a família Levett e catorze criados na residência. Aquando da morte do Capitão William Swynnerton Byrd Levett, em 1929, a propriedade passou para a sua filha Dyonese Haszard, a esposa do Coronel Gerald Haszard, agraciado com a Ordem do Império Britânico e membro dos Royal Marines.

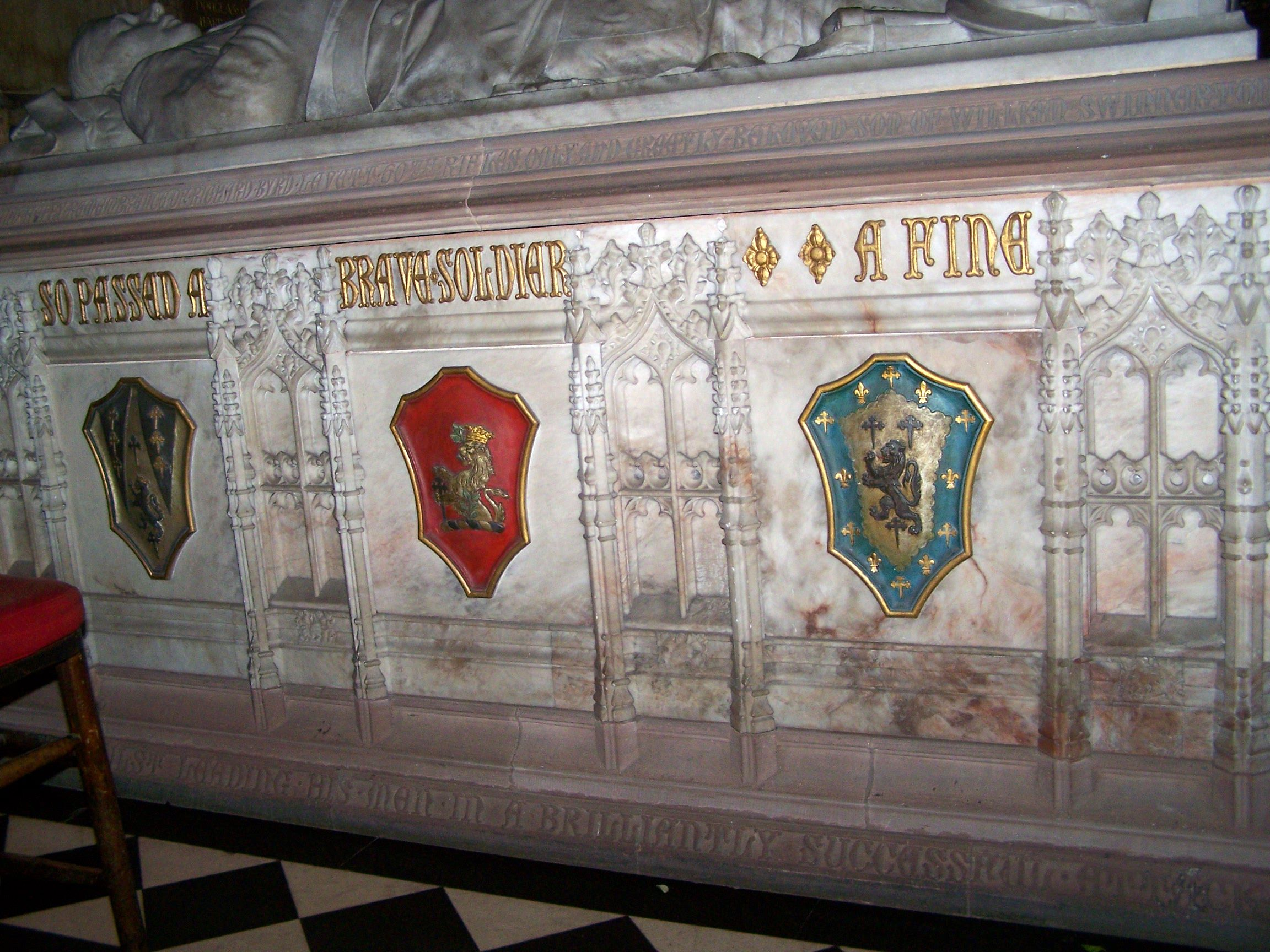
Túmulo do Lugar-Tenente Richard Byrd Levett, membro dos King's Royal Rifle Corps, Igreja de St Thomas, Walton-on-the-Hill, Staffordshire. Armas dos Levett de Milford Hall e dos Levett de Wychnor Park.

A família Levett Haszard mantém a posse do Milford Hall. O único irmão de Dyonese Haszard, o Lugartenente Richard Byrd Levett membro do 60º Rifles, King's Royal Rifle Corps, foi morto na França, em 1917, durante a Primeira Guerra Mundial. Graduado por Eton, o Kugartenente Levett morreu num assalto na cidade de Irles, em França, na manhã do dia 14 de Março de 1917. Posteriormente, os seus pais ergueram uma efígie de mármore em sua honra na Igreja de St Thomas Church, na vizinha Walton on the Hill, Staffordshire. O túmulo do Lugartenente exibe o brasão dos Levett de Milford Hall pelo seu pai, William Swynnerton Byrd Levett, e o brasão dos Levett de Wychnor Park pela sua mãe, Maud (Levett) Levett.
A mãe do Lugartenente Levett e de Dyonese Levett Haszard foi Maud Sophia (Levett) Levett, esposa de William Swynnerton Byrd Levett  e, ela própria, era uma Levett, sendo filha do Major Edward Levett (membro do 10º Royal Hussars) de Rowsley, Derbyshire, um descendente dos Levett de Wychnor Hall (ou Wychnor Park), no Staffordshire, e da sua esposa, Caroline Georgiana, filha do Reverendo Charles Thomas Longley, Arcebispo da Cantuária. A segunda esposa do Major Levett foi Susan Alice Arkwright, uma descendente de Sir Richard Arkwright.
Descendente dos Levett de ambos os lados, Maud Levett foi uma escritora sobre tópicos religiosos e espirituais, publicando vários livros sobre o seu filho Lugartenente Levett, um graduado por Eton, que foi ferido duas vezes antes de ser morto em França, na Primeira Guerra Mundial. Uma Levett anterior de Milford Hall, a solteirona Frances M. Levett, também escreveu vários livros, incluindo "Gentle Influence: or the Cousin's Visit", que foram publicados em Londres sob as suas primeiras iniciais.
O Coronel Gerald Fenwick Haszard serviu como Alto Xerife de Staffordshire em 1952 e Richard Byrd Levett Haszard foi nomeado para o mesmo cargo em 2009. A família Levett representou o Staffordshire no Parlamento nos século XVIII e XIX.
Os Levett de Milford Hall têm uma longa devoção na vizinha Igreja de St.Thomas, Walton-on-the-Hill, construida em 1842 como uma capela de auxílio para a igreja paroquial. Na igreja, existem vários monumentos para a família Levett. A Igreja de St. Thomas também apresenta incomuns azulejos azuis, fabricados pela Minton Ltd, com as iniciais dos Levett inscritas em couro.
Também existem memoriais à família na Igreja de St. Augustine - na vizinha Rugeley, e na Holy Trinity Church em Berkswich, Staffordshire, onde as famílias Levett e Chetwynd têm bancos privados.
Nas proximidades fica Shugborough Hall, a propriedade ancestral da família Anson, os Condes de Lichfield. A família Levett de Milford Hall está aparentada com os Anson, e a família Levett Haszard senta-se na mesa de Shugborough Hall, um palácio rural que fica a um par de milhas  do Milford Hall.
Os Levett também casaram na família Bagot do vizinho Pype Hayes Hall, um ramo dos Bagot de Bagot's Bromley, Staffordshire, e do Blithfield Hall.
Também no Staffordshire, um outro ramo distante da família Levett do Sussex possuem o Packington Hall e o Wychnor Hall, dois palácios rurais. Por fim, estes dois ramos da família Levett reuniram-se por casamento, pelo que os actuais proprietários de Milford Hall são descendentes de ambos os ramos da família.
Os Levett de Milford Hall também se uniram em matrimónio com outras famílias de proprietários rurais. A família Levett-Scrivener, por exemplo, vive próximo de Yoxford, no Suffolk, onde possuiram durante séculos as ruínas da Abadia de Sibton, a única abadia cisterciense na East Anglia.
Ne, todos os Levett mantêm o nome de família. O Lugartenete-Coronel Richard W. B. Mirehouse (1849–1914), Alto Xerife de Pembrokeshire, Gales, em 1886, e Lugartenete-Coronel do 4º Batt. North Staffs Regiment nasceu Richard W. B. Levett de Milford Hall, mas trocou o seu nome pelo da família da sua mãe, Mirehouse.